# Chotomel
Chotomel (biał. Хотамель; ros. Хотомель) – wieś na Białorusi, w obwodzie brzeskim, w rejonie stolińskim, w sielsowiecie Rubel. W źródłach spotykana jest także nazwa Chotomla.
Siedziba parafii prawosławnej; znajduje się tu cerkiew pw. Podwyższenia Krzyża Pańskiego.

## Warunki naturalne
Chotomel położony jest na skraju dużego kompleksu leśno-torfowiskowego Błota Olmańskie, rozciągającego się na południe aż za granicę białorusko-ukraińską.

## Historia
Zamieszkany był przez szlachtę zaściankową. W dwudziestoleciu międzywojennym leżał w Polsce, w województwie poleskim, w powiecie stolińskim, w gminie Stolin.
Po II wojnie światowej w granicach Związku Sowieckiego. Od 1991 w niepodległej Białorusi.